# Поляков, Виктор Николаевич
Ви́ктор Никола́евич Поляко́в (18 февраля (3 марта) 1915, Томск — 1 июня 2004, Москва) — советский государственный деятель, инженер.
Герой Социалистического Труда, член ЦК КПСС (1981—1989), кандидат в члены ЦК КПСС (1976—1981), депутат Совета Союза Верховного Совета СССР 9-11 созывов (1974—1989) от Куйбышевской области.

## Биография
Родился в Томске в 1915 году.
Трудовую деятельность начал в 1930 году учеником слесаря в школе фабрично-заводского ученичества. В 22-летнем возрасте стал заместителем начальника цеха АРЗ № 3 Мосавтотреста. Совмещая работу на производстве с учёбой, закончил в 1938 году вечернее отделение Московского автомобильно-дорожного института, получив профессию инженера-механика по эксплуатации автотранспорта.
С 1938 по 1946 год служил в ремонтно-восстановительных батальонах Западного и Карельского фронтов. В октябре 1941-го Поляков был тяжело ранен. Войну закончил в звании инженер-майора, был награждён орденом Красной Звезды.
С 1946 по 1958 год — на различных должностях на Московском заводе малолитражных автомобилей, с 1958 по 1963 год — его директор.
С 1963 по 1965 год — заместитель председателя, председатель Совета народного хозяйства Москвы. В 1965 году назначен заместителем министра  автомобильной промышленности СССР.
В августе 1966 года был назначен генеральным директором строящегося Волжского автомобильного завода, который возглавлял до 1975 года. В феврале 1970 года было начато изготовление первых деталей, а в апреле 1970 года — первых автомобилей с маркой ВАЗ. В начале 1970-х годов на ВАЗе под руководством Полякова началась разработка полноприводного автомобиля «Нива».
К декабрю 1973 года, когда правительственная комиссия приняла в эксплуатацию последнюю, третью, очередь завода, ВАЗ выпустил более миллиона автомобилей.
С 1975 по 1986 год — министр автомобильной промышленности СССР. Период его работы во главе автопрома — пик развития советского автомобилестроения. За одиннадцать лет Советский Союз занял шестое месте в мире по производству легковых автомобилей (после США, Японии, ФРГ, Франции и Италии), выпуская более 2 миллионов автомобилей ежегодно.
С 1986 по 1992 год — эксперт центрального научно-исследовательского автомобильного и автомоторного института.
С 1992 по 1994 год — консультант на строительстве Елабужского автомобильного завода. Непосредственно курировал подготовку ЕлАЗа к производству автомобиля «Ока», а затем и совместной советско-итальянской модели легкового автомобиля А-93.
Когда в 1993 году на КАМАЗе произошёл пожар на заводе двигателей, Поляков возглавил временную консультативную группу по восстановительным работам при генеральном директоре ОАО «КАМАЗ». К декабрю 1993 года завод двигателей восстановил производственные мощности.
С 1994 по 1999 год — начальник консультационно-экспертного отдела представительства ОАО «АВТОВАЗ» в Москве. С 1999 года Поляков работал в аналитическом центре АВТОВАЗа.
На девяностом году жизни после продолжительной болезни Виктор Николаевич Поляков скончался. Похоронен на Баныкинском кладбище в Тольятти.

## Награды и звания
- Герой Социалистического Труда (5 апреля 1971),
- орден «За заслуги перед Отечеством» IV степени (6 января 1995) — за заслуги перед государством, успехи, достигнутые в труде, науке, культуре, искусстве, большой вклад в развитие дружбы и сотрудничества между народами
- четыре ордена Ленина (5 апреля 1971; 5 марта 1975; 31 марта 1981; 1 марта 1985),
- орден Отечественной войны I степени (11 марта 1985),
- орден Трудового Красного Знамени (22 августа 1966),
- орден Красной Звезды, (30 сентября 1945),
- медаль Жукова (1996).
- медаль «За боевые заслуги» (26 апреля 1943),
- медаль «За победу над Германией в Великой Отечественной войне 1941—1945 гг.» (1945),
- медаль «За оборону Советского Заполярья» (1947),

- За особые заслуги перед городским сообществом решением Тольяттинской городской Думы от 4 марта 1995 года № 86 Полякову Виктору Николаевичу было присвоено звание «Почётный гражданин города Тольятти».
- За особые заслуги перед коллективом «КАМАЗа» в повышении производительности и качества труда приказом № 41 АО «КАМАЗ» от 02.03.1995 года Полякову Виктору Николаевичу присвоено звание «Заслуженный Камазовец».
- Почётный гражданин Самарской области (09.06.2003)[2]
- Имя В. Н. Полякова занесено в Книгу Почета ОАО «АВТОВАЗ».

## Память
- В Тольятти именем Полякова 26 августа 2005 года названы улица в Автозаводском районе и площадь.
- Памятник у здания заводоуправления ОАО «АВТОВАЗ» был открыт 19 апреля 2007 года.[3]
- 20 декабря 2010 года открыта мемориальная доска на доме в Москве в переулке Хользунова, где жил первый генеральный директор АВТОВАЗа.[4] Авторы мемориальной доски — скульптор Филипп Рукавишников и архитектор Михаил Корси.
- В 2005 году был выпущен художественный маркированный конверт России, посвященный В. Н. Полякову.
- Имя В.Н.Полякова носит лицей #76 г.Тольятти
- В Набережных Челнах именем Виктора Полякова назвали улицу и остановку общественного транспорта[5].